# 李金铠
李金铠（1935年—），又名李卫民，男，天津人，中国汉字编码专家，“汉字笔形编码法”发明者。